# One with the Underdogs
One With The Underdogs – pierwszy, album studyjny hardcore’owego zespołu Terror

## Lista utworów
1. "One With The Underdogs" – 1:26
2. "Keep Your Mouth Shut"– 2:21
3. "Less Than Zero" – 1:50
4. "Are We Alive?" – 1:39
5. "Overcome" – 2:26
6. "Spit My Rage" – 2:02
7. "No One Cares" – 1:14
8. "Not This Time" – 3:04
9. "Crushed By The Truth" – 0:57
10. "Out Of My Face" – 2:14
11. "All I've Got" – 2:31
12. "Find My Way" – 2:20
13. "Enemies In Sight" – 2:24
14. "Let The Past Be The Past" (utwór ukryty) – 3:38

## Twórcy
Skład grupy
- Scott Vogel – śpiew
- Nick Jett – perkusja
- Carl Schwartz – gitara basowa
- Frank "3Gun" Novinec – gitara elektryczna
- Doug Webber – gitara elektryczna

Inni muzycy
- Todd Jones – gitara elektryczna (kompozycje, aranżacje, wszystkie partie gitar)

Gościnne występy
- Jamey Jasta (Hatebreed) oraz Lord Ezac (także jako "Danny Diablo", Skarhead) udzielili głosu w utworze "Spit My Rage".
- Freddy Cricien (Madball) udzielił głosu w utworze "Find My Way".
- Hard Corey udzielił głosu w utworze "Crushed By The Truth".

## Teledyski
- "Overcome" (2004, reż. Kevin Leonard)[2]
- "Keep Your Mouth Shut" (2004, reż. Constantin Werner)[3]